# Dziedzictwo Bourne’a (film)
Dziedzictwo Bourne’a (ang. The Bourne Legacy) – amerykański thriller akcji z 2012 roku w reżyserii Tony’ego Gilroya. Wyprodukowany przez Universal Pictures.
Premiera filmu odbyła się 30 lipca 2012 roku.

## Fabuła
Aaron Cross (Jeremy Renner) budzi się w supernowoczesnym laboratorium, podłączony do skomplikowanej aparatury. Nie wie, kim jest i jak się tam znalazł. Opiekująca się nim lekarka Marta (Rachel Weisz) wyjawia mu tajemnicę: został wytypowany do wzięcia udziału w tajnym rządowym programie „Outcome”. Jego celem jest stworzenie grupy agentów specjalnych, obdarzonych wyjątkowymi zdolnościami. Do DNA Aarona dodano dwa chromosomy, dzięki którym góruje siłą i inteligencją nad zwykłymi śmiertelnikami. Niebawem jednak zarówno on, jak i doktor Marta znajdą się w śmiertelnym niebezpieczeństwie. Program „Outcome” zostanie zamknięty, zaś wszystkie osoby z nim związane – przeznaczone do eliminacji. Wyjęty spod prawa, ścigany przez specjalną grupę kierowaną przez bezwzględnego Erica Byera (Edward Norton) Aaron rozpoczyna walkę o życie, na końcu której być może odnajdzie swoją prawdziwą tożsamość.

## Obsada
- Jeremy Renner jako Aaron Cross
- Rachel Weisz jako  Marta Shearling
- Edward Norton jako Byer
- Joan Allen jako Pamela Landy
- David Strathairn jako Noah Vosen
- Albert Finney jako dr Albert Hirsch
- Scott Glenn jako Ezra Kramer
- Donna Murphy jako Dita
- Stacy Keach jako Turso
- Corey Stoll jako Vendel
- David Asmar jako Evan Pines